# Kleombrotosz (régens)
Kleombrotosz (Κλεόμβροτος) (? – i. e. 480/479) a spártai Agiadák királyi családjának tagja, Anaxandridész király fia, I. Kleomenész féltestvére, I. Leónidasz testvére volt. Miután Leónidasz a thermopülai csatában életét vesztette és fia, a kiskorú Pleisztarkhosz követte őt a trónon, mellette nagybátyja, Kleombrotosz lett a régens.
Amikor a peloponnészosziak értesültek Leónidasz haláláról, és arról, hogy a perzsák megindultak feléjük, az Iszthmosznál gyűltek össze Kleombrotosz vezetésével és az egész földnyelvet lezáró falat építettek igen rövid alatt.  Ezt végül a szalamiszi csata miatt nem kellett megvédeniük.
Hérodotosz szerint Kleombrotosz az ebben az évben bekövetkezett napfogyatkozás (októberben) miatt meghalt, ami i. e. 480-at jelenti, esetleg i. e. 479-et. Halála után fia, Pauszaniasz lett régens, akinek fia, Pleisztoanax, később király lett. Kleombrotosz személye, bár ő maga nem lett király, kulcsfontosságú volt az Agiada-dinasztia fennmaradása szempontjából.